# キテネビル

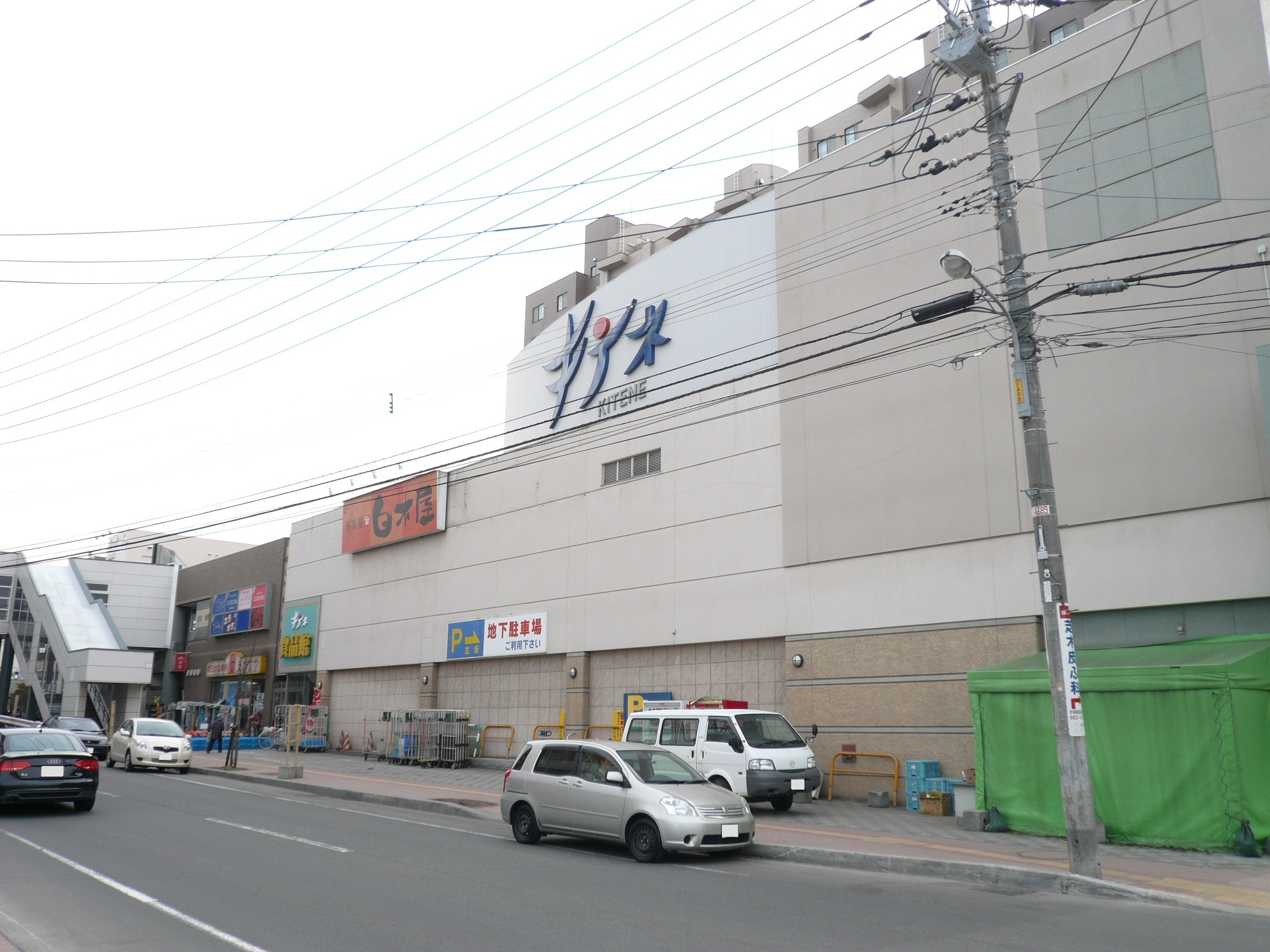
キテネビルB棟（2012年4月）

キテネビル（英: KITENE Building）は、北海道札幌市手稲区手稲本町2条4丁目に所在する商業施設である。
開業当初のキャッチコピーは「手稲にキテネ」。

## 概要
札幌市手稲区の中心地であるJR手稲駅の南口周辺は、旧手稲町時代から栄えた地区であり、老朽化した木造建築物や青空駐車場などが今も存在する。
周辺では、札幌市の再開発事業（手稲本町1・3地区、手稲本町1・4地区）が予定される中、手稲本町2・4地区が先駆けて、駅前にふさわしい土地の高度利用と市街地環境の改善のため、1995年（平成7年）から再開発事業「手稲本町2・4地区第一種市街地再開発事業」（総事業費31億円）が開始された。コンセプトは「『快適生活都心・手稲』の創造」。
テナントには、再開発前に当該地に所在していた商業施設や事業所が入居する。また、商業棟の地下には消防水槽が整備されている。
二十四軒手稲通と手稲駅前通の交差点に位置しており、ペデストリアンデッキによって近隣のビル（テイネ1・4ビル、手稲駅前ビル（手稲ステーションホテル）を経てJR手稲駅と直結している。

## 沿革
- 1992年（平成4年） - 再開発協議会結成。
- 1994年（平成6年）
  - 1月 - 地権者の出資により、事業施行法人手稲開発株式会社設立。
  - 10月 - 北海道住宅供給公社が事業参画（共同住宅棟保留床取得者）。
- 1995年（平成7年）
  - 7月 - 「手稲本町1・3地区第一種市街地再開発事業」の都市計画決定。
  - 8月24日 - 事業計画認可。
- 1996年（平成8年）
  - 4月 - 着工。
  - 6月 - 商業施設棟の愛称が公募により「キテネ」に決定。
  - 11月 - キテネビル開業。

## 入居施設

### キテネA棟
- 1F
  - ブティックCONCERT手稲店
  - 鮨駒（寿司屋）
  - 蕎吟（蕎麦屋）
  - まごの手整骨院
- 2F
  - ジェイ・アール北海道バス バスチケットセンター手稲店
  - キテネ歯科
  - 美肌脱毛LilyGarden手稲店（旧セレスティア手稲駅前店）
- 3F
  - 学びの森 SOYUKAI

### キテネB棟

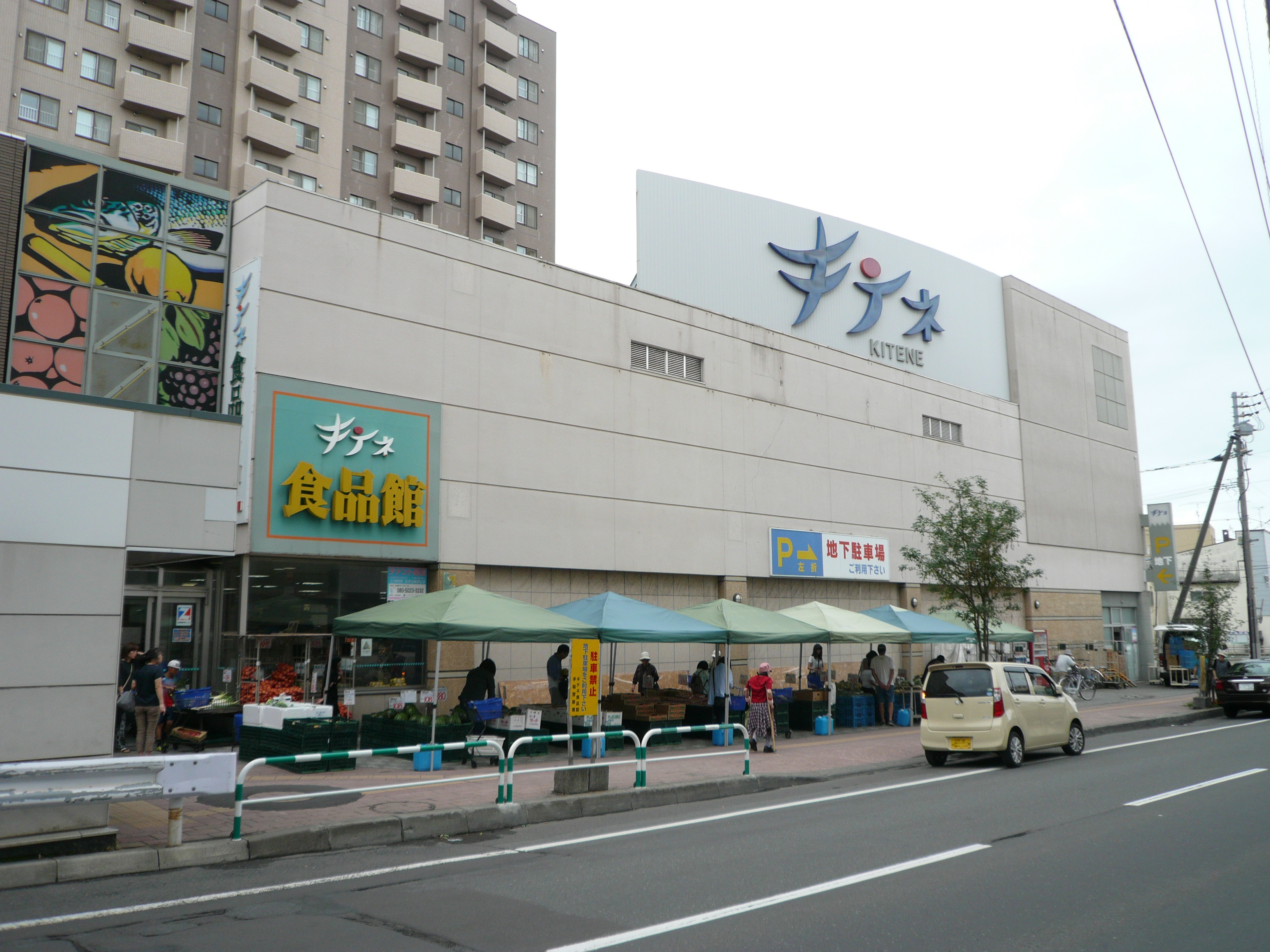
キテネ食品館

- 1F
  - キテネ食品館
  - ユカたんshopキテネ店
  - パン屋喫茶大和
  - ぎんれい写真館
- 2F
  - カラオケBanBan手稲駅前店
  - 未来工房手稲駅
  - ヴェルデ手稲本町

- キテネ食品館

### その他
- B1-B2F
  - 地下駐車場
  - 消防水槽
- 共同住宅棟
  - ラポール手稲駅前（97戸）
- 駐車場棟（共同住宅用）